# Kathrin Hammes
Kathrin Hammes (* 9. Januar 1989 in Köln) ist eine ehemalige deutsche Radrennfahrerin.

## Sportliche Laufbahn
2012 wurde Kathrin Hammes gemeinsam mit Verena Jooß und Mieke Kröger deutsche Vize-Meisterin in der Mannschaftsverfolgung  auf der Bahn; in der Einerverfolgung belegte sie Rang zehn. 2014 gewann sie eine Etappe der Tour Cycliste Féminin International de l’Ardèche. Im Juli 2014 errang sie bei den Studierenden-Weltmeisterschaften im polnischen Jelenia Góra Gold im Straßenrennen und Silber im Einzelzeitfahren.
Seit 2007 bestreitet Hammes Rennen der Rad-Bundesliga. 2010 belegte sie Platz fünf der Gesamtwertung, 2011 Platz drei, 2012 Platz zwei und 2014 Platz fünf.
Im November 2014 wurde Kathrin Hammes, die Soziologie an der Universität Freiburg studierte, vom Allgemeinen Deutschen Hochschulsportverband als  „Hochschulsportlerin des Jahres“ ausgezeichnet. Nach Abschluss ihres Studiums unterschrieb sie 2015 einen Vertrag bei dem US-amerikanischen Radsportteam TIBCO-svb.
2018 wechselte Hammes zum britischen Team Trek-Drops. Im selben Jahr belegte sie beim Giro d’Italia Femminile Platz 22 in der Gesamtwertung und wurde 53. im Straßenrennen der Straßeneuropameisterschaften. Bei der Thüringen-Rundfahrt gewann sie die Bergwertung
Ab 2019 fuhr sie für WNT-Rotor Pro Cycling und gewann die Thüringen-Rundfahrt. Bei derselben Rundfahrt gewann sie 2018 wie 2021 die Bergwertung.
Zur Saison 2022 wechselte Hammes zurück zu TIBCO, das den Namen in EF Education-Tibco-SVB änderte. Mit dem Team startete sie 2022 beim Giro d’Italia Women und der Tour de France Femmes sowie 2023 bei der La Vuelta Femenina und erneut bei der Tour de France Femmes. Ihr bestes internationales Ergebnis in den zwei Jahren blieb ein siebter Platz bei der Vuelta a Burgos Feminas 2023. Auf nationaler Ebene wurde sie 2023 in Bad Dürrheim deutsche Vizemeisterin im Straßenrennen.
Nach der Saison 2023 beendete Hammes ihre Karriere als Radrennfahrerin.

## Erfolge
2014
- eine Etappe Tour de l’Ardèche

2018
- Bergwertung Thüringen-Rundfahrt

2019
- Gesamtwertung und eine Etappe Thüringen-Rundfahrt

2021
- Bergwertung Thüringen-Rundfahrt